# Paradoxopsyllus microphthalmus
Paradoxopsyllus microphthalmus är en loppart som beskrevs av Ioff 1946. Paradoxopsyllus microphthalmus ingår i släktet Paradoxopsyllus och familjen smågnagarloppor. Inga underarter finns listade i Catalogue of Life.